# 1 Police Plaza
1 Police Plaza, kurz 1PP, auch One Police Plaza, ist das Hauptquartier des New York City Police Departments (NYPD). Es ersetzte 1973 das frühere Hauptquartier des NYPD in der 240 Centre Street.

## Beschreibung
Das Gebäude befindet sich an der Park Row in Lower Manhattan im Stadtteil Civic Center, dem Regierungsviertel der Stadt. Es nimmt einen ganzen Stadtblock ein, der neben der Park Row von der Pearl Street im Osten und der Madison Street im Süden begrenzt ist. Nachbargebäude sind nördlich das Gerichtsgebäude Thurgood Marshall United States Courthouse, nordwestlich das städtische Verwaltungsgebäude Municipal Building und südlich das Verizon Building. Etwas weiter westlich steht die City Hall, das Rathaus von New York City. Südöstlich verlaufen direkt anliegend die Rampen von und zur Brooklyn Bridge.
Das Verwaltungs- und Bürohochhaus der New Yorker Polizei wurde vom Architekturbüro Gruzen & Partners im Stil des Brutalismus entworfen und von 1968 bis 1973 erbaut. Im Zuge der Bautätigkeit wurde die Park Row abgesenkt und untertunnelt, um mit einem großen Platz, der Police Plaza, eine direkte fußläufige Verbindung zu den anderen nördlich gelegenen Verwaltungsgebäuden im Civic Center zu schaffen. Das mit einer rotbraunen Backsteinfassade verkleidete Gebäude besitzt einen breiten mehrfach gestaffelten Sockel, auf dem mittig der quadratische Oberbau sitzt. Die Baukosten des 15-stöckigen Bürogebäudes betrugen 58 Millionen US-Dollar. Auf dem Police Plaza steht die bis zu 12 m große Skulptur 5 in 1 vom Bildhauer Tony Rosenthal, sie symbolisiert in Form von fünf ineinander greifenden roten Scheiben die fünf Stadtbezirke von New York City.
Im zweiten Stockwerk von 1PP war bis 2024 mit „The Shack“ das Büro für Presseagenturen ansässig, das unter anderem von Associated Press, The New York Times, New York Post, Daily News, Newsday, Staten Island Advance und NY1 News genutzt wurde. Man verlegte es anschließend außerhalb in eine andere Unterkunft, wo mehr Pressevertreter Platz finden. In der 13. Etage befinden sich im sogenannten „Thirteenth Floor“ die Büros des Pressesprechers Deputy Commissioner of Public Information (DCPI) sowie des New York City Police Commissioner, des Leiters des Police Departments. In der dritten Etage hat sich das New Yorker Fire Department mit einem Kommunikationscenter eingemietet. Das Bauwerk beherbergt neben den Büros einen 1200 Personen fassenden Saal und eine Tiefgarage. 2011 fand eine 2000 m² große Erweiterung des Gebäudes statt.